# Steigerwald
Le Steigerwald est un massif de basse montagne en Allemagne. Il est situé dans le Nord de la Bavière, en Franconie. Son point culminant est le Scheinberg (de) (498 m). Sous le nom de parc naturel du Steigerwald (Naturpark Steigerwald), la plupart de son aire est protégée et commercialisée sur le plan touristique.

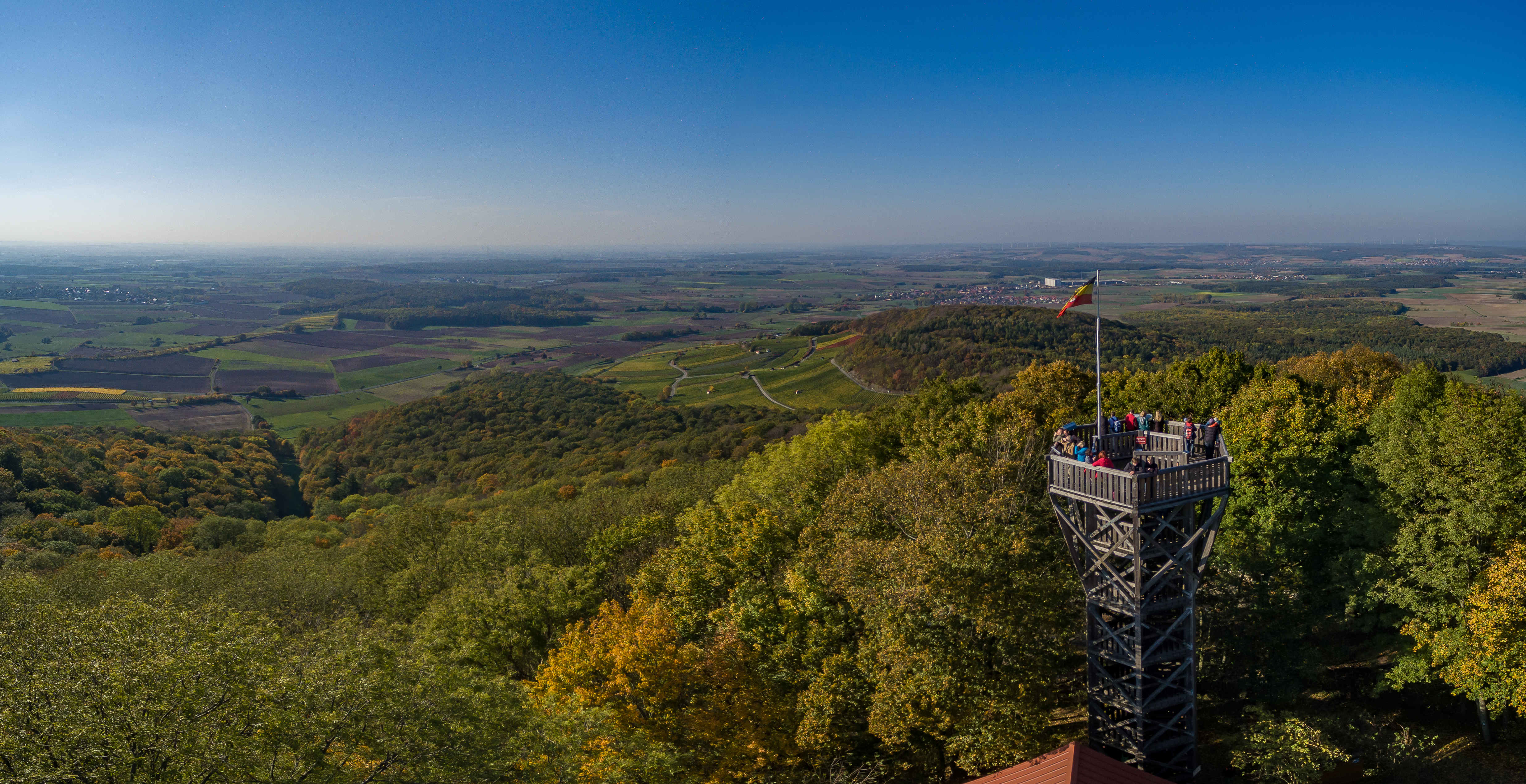
Vue depuis le Zabelstein vers le bassin de Schweinfurt.